# Nyctimene
Nyctimene Borkhausen, 1797 è un genere di pipistrelli della famiglia degli Pteropodidi.

## Etimologia
Il termine generico trae origine dalla figura mitologica di Nyctimene, principessa dell'isola di Lesbo che fu trasformata da Atena in civetta.

## Descrizione

### Dimensioni
Al genere Nyctimene appartengono pipistrelli di medie dimensioni, con la lunghezza dell'avambraccio compresa tra i 51 mm di N. varius e gli 85,5 mm di N. major.

### Caratteristiche craniche e dentarie
Il cranio ha un rostro insolitamente alto, la scatola cranica stretta e poco inclinata posteriormente. Le ossa pre-mascellari sono fuse anteriormente alle ossa circostanti. Gli incisivi sono ben sviluppati e disposti lungo una fila continua tra i canini, i quali sono corti ma robusti e forniti di una cuspide secondaria in quelli superiori. I premolari sono ben sviluppati.
Sono caratterizzati dalla seguente formula dentaria:

### Aspetto
La pelliccia è caratterizzata da una banda dorsale scura più o meno marcata che si protrae dalle spalle fino all'uropatagio. Il muso è corto, tozzo, largo, gli occhi sono grandi. Le narici hanno la caratteristica forma di due piccoli cilindri che si estendono ben oltre l'estremità del naso. Le membrane alari e le orecchie sono spesso ricoperte di macchie gialle e brunastre. Il secondo dito è sempre fornito di un'unghia. Le membrane alari sono attaccate posteriormente alla base del secondo o terzo dito del piede. La tibia è leggermente ricoperta di peli. La coda è composta da sette vertebre, è lunga quanto la tibia e si estende completamente oltre l'uropatagio, il quale è ridotto ad una sottile membrana lungo la parte interna degli arti inferiori. Il calcar è corto.

## Distribuzione
Il genere è diffuso nell'Ecozona australasiana: dall'isola di Sulawesi fino alle isole Salomone ad est, l'arcipelago delle Filippine a nord e la Penisola di Capo York in Australia a sud.

## Tassonomia
Il genere è stato suddiviso da Andersen, in funzione delle caratteristiche morfologiche, nelle seguenti specie.
- Banda dorsale sottile
  - N.albiventer Group - Specie piccole, orecchie normali
    - Nyctimene albiventer
    - Nyctimene draconilla
    - Nyctimene malaitensis
    - Nyctimene varius
    - Nyctimene vizcaccia

  - N.cyclotis Group - Specie piccole, orecchie larghe
    - Nyctimene certans
    - Nyctimene cyclotis
    - Nyctimene wrightae

  - N.cephalotes Group - Specie grandi
    - Nyctimene cephalotes
    - Nyctimene keasti
    - Nyctimene major
    - Nyctimene rabori
    - Nyctimene robinsoni
    - Nyctimene sanctacrucis
- N.aello Group - Banda dorsale molto larga
  - Specie grandi, orecchie normali
    - Nyctimene aello